# Gare de Herstal
La gare de Herstal est une gare ferroviaire belge de la ligne 34, de Liège à Hasselt, située dans le quartier de Marexhe, et est l’une des trois gares de la ville de Herstal avec Milmort et Liers, en Région wallonne dans la province de Liège.
Elle est mise en service en 1865 par la Compagnie du chemin de fer Liégeois-Limbourgeois. C'est une halte voyageurs de la Société nationale des chemins de fer belges (SNCB) desservie par des trains Intercity (IC), Suburbains (S), Omnibus (L) et d'Heure de pointe (P).

## Situation ferroviaire
Établie à 71 mètres d'altitude, la gare de Herstal est située au point kilométrique (PK) 6,80 de la ligne 34, de Liège à Hasselt, entre les gares ouvertes de Liège-Saint-Lambert et de Milmort.

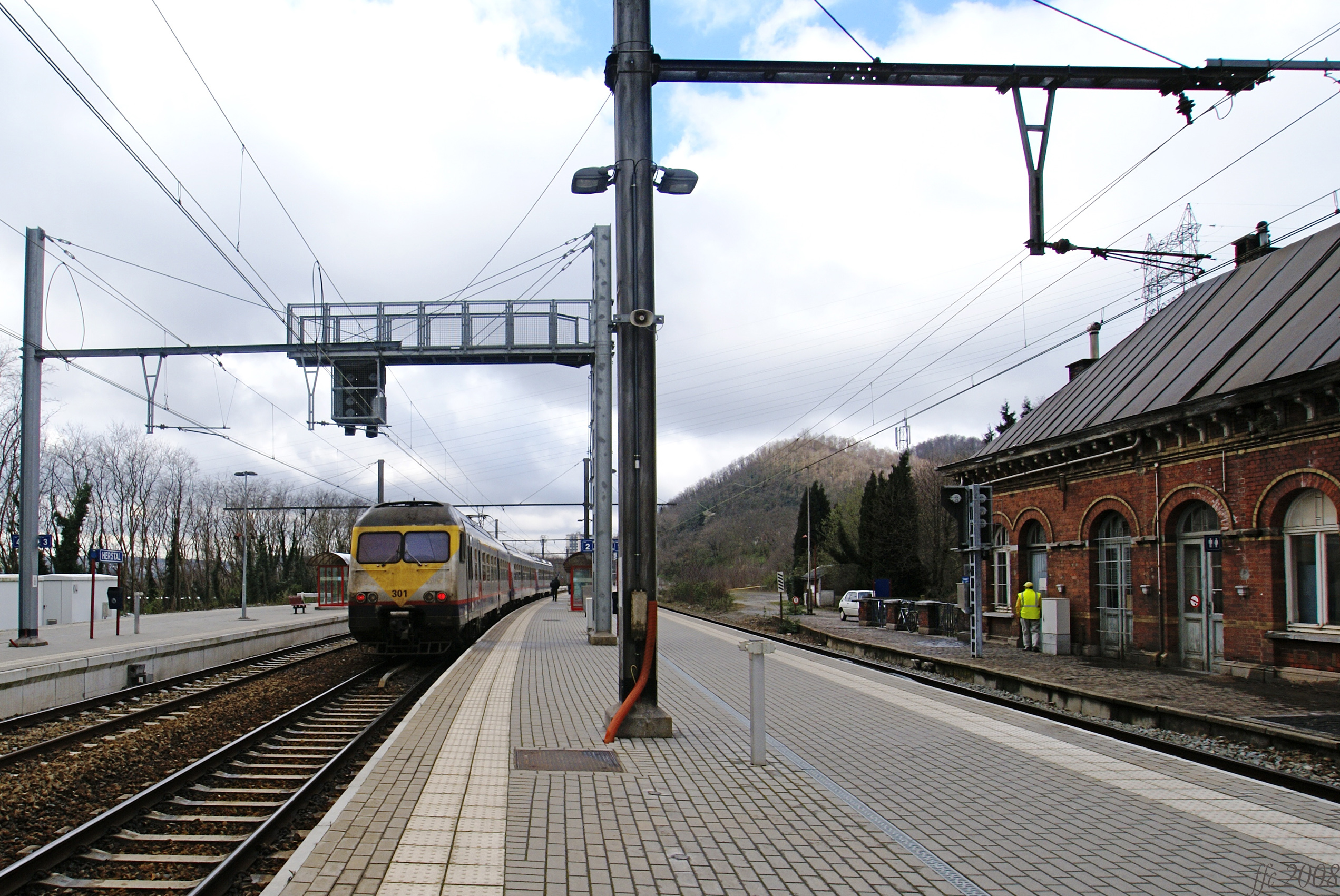
Intérieur de la gare.

## Histoire
La gare de Herstal est mise en service le 1er mai 1865 par la Compagnie du chemin de fer Liégeois-Limbourgeois lorsqu’elle met en service le tronçon de Liers à Vivegnies de sa ligne qui rejoint la frontière entre la Belgique et les Pays-Bas près d'Eindhoven. Le bâtiment voyageurs à six travées comporte un étage. La démolition du bâtiment est prévue peu après 1908 et il est prévu de construire une nouvelle halle à marchandises qui servira temporairement de bâtiment de gare jusqu'à l'achèvement du bâtiment définitif.
En 1913, l'État Belge remplace l’ancien bâtiment voyageurs par un édifice en brique de plus grande taille : il comprend quatorze travées, les cinq centrales comprenant un avant-corps, et un étage. Il possède notamment « un attique et un fronton ».
En 2005, elle est desservie en semaine par une moyenne de trois à quatre trains dans chaque sens par heure, ce qui représente environ 160 dessertes journalières. Il faut environ cinq minutes pour accéder au centre-ville de Liège par le train.
Depuis le 28 juin 2013, la gare est devenue un point d'arrêt et le guichet est définitivement fermé.
Entre juillet et septembre 2019, la ligne 34 fut entièrement fermée entre Herstal et Liège-Guillemins ; durant cet intervalle, Herstal n'était desservie que par un train par heure ainsi que par des bus de substitution. Durant la même période, un nouveau quartier et un accès piéton sont réalisés du côté est de la gare rénovée.
Depuis février 2022, l'ancien bâtiment des voyageurs accueille le centre de que planning familial de la ville d'Herstal. Un tiers-lieu y est également aménagé pour les associations.

## Service des voyageurs

### Accueil
Halte SNCB, c’est un point d’arrêt non géré (PANG) à accès libre. Elle est équipée d'un automate pour l'achat de titres de transport. Des aménagements et équipements sont à la disposition des personnes à mobilité réduite.

### Desserte
Herstal est desservie par des trains InterCity (IC), Suburbains (S) Omnibus (L) et d’Heure de pointe (P) de la SNCB circulant sur la ligne commerciale 34.

#### Semaine
En semaine, la desserte comprend quatre relations cadencées à l'heure :
- des trains IC-25 entre Herstal et Mons (via Namur, Charleroi et La Louvière) ;
- des trains S42 entre Liers et Flémalle-Haute via Ougrée et Seraing (toutes les heures) ;
- des trains S43 entre Hasselt et Maastricht via Liège (toutes les heures) ;
- des trains L entre Liers et Marloie (toutes les heures) certains sont prolongés vers Rochefort-Jemelle ;

s'y rajoute un unique train P entre Welkenraedt et Herstal (le matin).

#### Week-end jours fériés
La desserte est constituée par les trains suivants, circulant toutes les heures sauf les trains L et IC vers le Luxembourg :
- des trains IC-09 entre Anvers-Central et Liège-Guillemins via Hasselt ;
- des trains IC-25 entre Liers et Mouscron ;
- des trains IC-33 entre Liers et Luxembourg (toutes les deux heures) ;
- des trains S41 entre Herstal et Verviers-Central ;
- des trains S42 entre Liers et Flémalle-Haute ;
- des trains L entre Liers et Marloie (toutes les deux heures).

### Intermodalité
Un parking pour les véhicules y est aménagé. 

## Comptage voyageurs

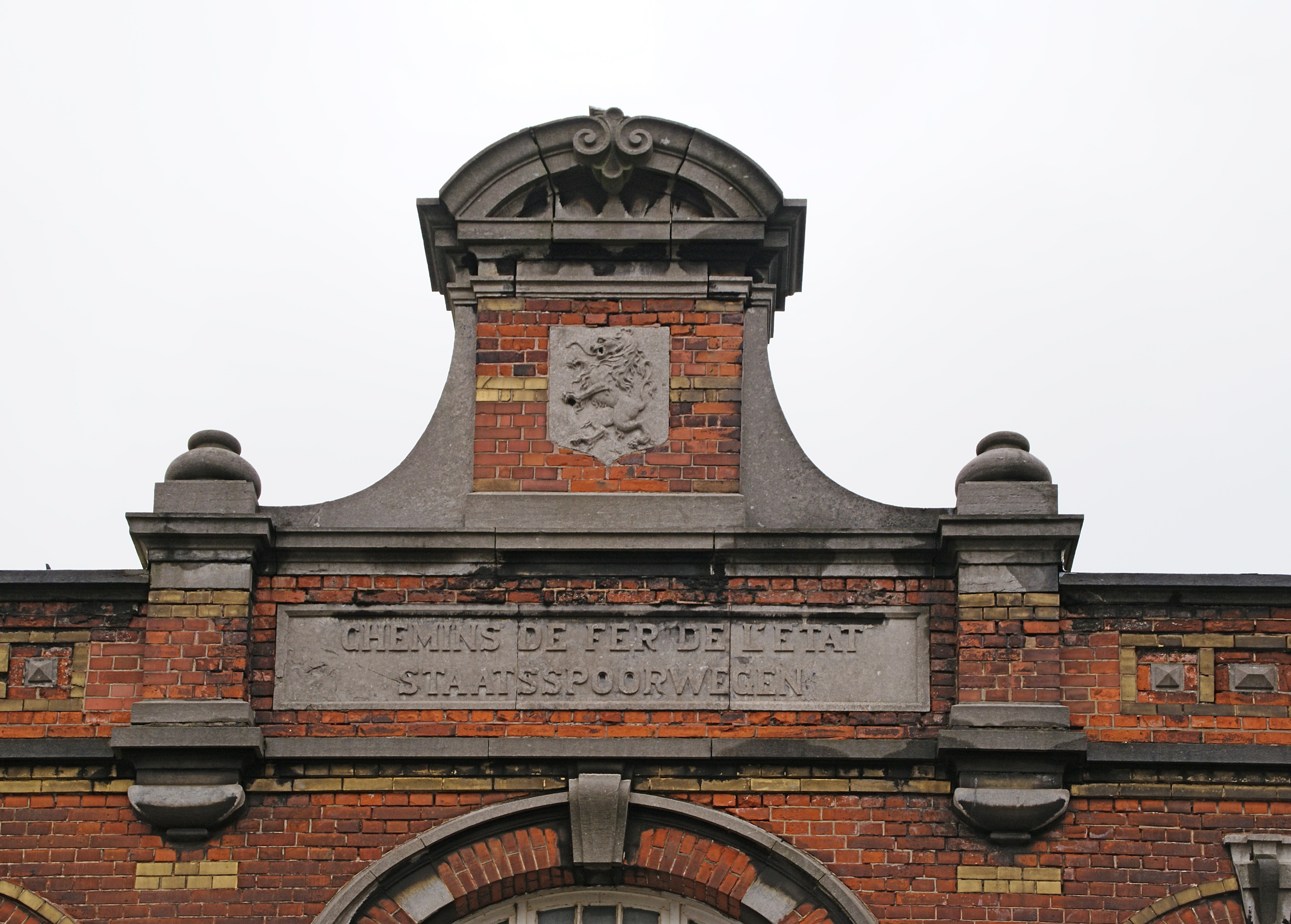
Écusson des Chemins de fer de l’État belge.

Ce graphique et tableau montre le nombre de voyageurs embarquant en moyenne durant la semaine, le samedi et le dimanche.
| Nombre de passagers qui embarquent à la gare de Herstal | Nombre de passagers qui embarquent à la gare de Herstal | Nombre de passagers qui embarquent à la gare de Herstal | Nombre de passagers qui embarquent à la gare de Herstal |
|                                                         | Semaine                                                 | Samedi                                                  | Dimanche                                                |
| ------------------------------------------------------- | ------------------------------------------------------- | ------------------------------------------------------- | ------------------------------------------------------- |
| 1977                                                    | 405                                                     | 55                                                      | 44                                                      |
| 1978                                                    | 666                                                     | 58                                                      | 52                                                      |
| 1979                                                    | 422                                                     | 53                                                      | 43                                                      |
| 1980                                                    | 375                                                     | 52                                                      | 65                                                      |
| 1981                                                    | 412                                                     | 54                                                      | 63                                                      |
| 1982                                                    | 353                                                     | 39                                                      | 71                                                      |
| 1983                                                    | 379                                                     | 39                                                      | 60                                                      |
| 1984                                                    | 329                                                     | 65                                                      | 54                                                      |
| 1985                                                    | 327                                                     | 107                                                     | 67                                                      |
| 1986                                                    | 257                                                     | 106                                                     | 77                                                      |
| 1987                                                    | 361                                                     | 102                                                     | 82                                                      |
| 1988                                                    | 283                                                     | 99                                                      | 100                                                     |
| 1989                                                    | 296                                                     | 114                                                     | 100                                                     |
| 1990                                                    | 216                                                     | 102                                                     | 91                                                      |
| 1991                                                    | 403                                                     | 145                                                     | 136                                                     |
| 1992                                                    | 379                                                     | 145                                                     | 141                                                     |
| 1993                                                    | 358                                                     | 121                                                     | 122                                                     |
| 1994                                                    | 388                                                     | 118                                                     | 72                                                      |
| 1995                                                    | 390                                                     | 105                                                     | 107                                                     |
| 1996                                                    | 393                                                     | 160                                                     | 113                                                     |
| 1997                                                    | 475                                                     | 137                                                     | 142                                                     |
| 1998                                                    | 832                                                     | 170                                                     | 134                                                     |
| 1999                                                    | 481                                                     | 111                                                     | 108                                                     |
| 2000                                                    | 970                                                     | 439                                                     | 348                                                     |
| 2001                                                    | 477                                                     | 186                                                     | 178                                                     |
| 2002                                                    | 669                                                     | 194                                                     | 195                                                     |
| 2003                                                    | 484                                                     | 253                                                     | 298                                                     |
| 2004                                                    | 390                                                     | 144                                                     | 140                                                     |
| 2005                                                    | 374                                                     | 124                                                     | 136                                                     |
| 2006                                                    | 389                                                     | 138                                                     | 112                                                     |
| 2007                                                    | 383                                                     | 168                                                     | 140                                                     |
| 2008                                                    | -                                                       | -                                                       | -                                                       |
| 2009                                                    | 426                                                     | 120                                                     | 111                                                     |
| 2010                                                    | -                                                       | -                                                       | -                                                       |
| 2011                                                    | -                                                       | -                                                       | -                                                       |
| 2012                                                    | 485                                                     | 118                                                     | 105                                                     |
| 2013                                                    | 461                                                     | 105                                                     | 92                                                      |
| 2014                                                    | 486                                                     | 119                                                     | 82                                                      |
| 2015                                                    | 416                                                     | 169                                                     | 131                                                     |
| 2016                                                    | 347                                                     | 217                                                     | 222                                                     |
| 2017                                                    | 324                                                     | 232                                                     | 206                                                     |
| 2018                                                    | 344                                                     | 325                                                     | 244                                                     |
| 2019                                                    | 328                                                     | 282                                                     | 202                                                     |
| 2020                                                    | 232                                                     | 161                                                     | 124                                                     |
| 2021                                                    | -                                                       | -                                                       | -                                                       |
| 2022                                                    | 518                                                     | 295                                                     | 251                                                     |
| 2023                                                    | 739                                                     | 382                                                     | 282                                                     |
| 2024                                                    | 808                                                     | 405                                                     | 351                                                     |

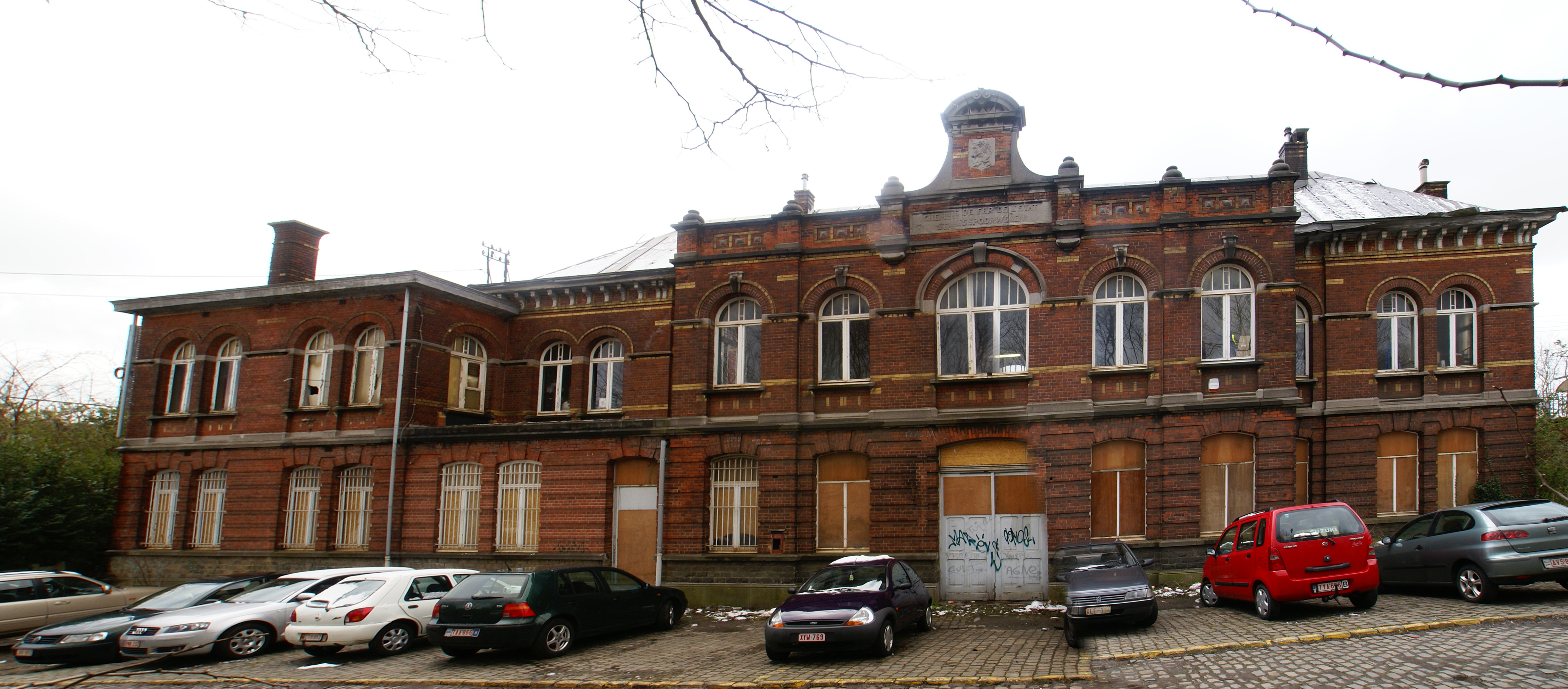
Bâtiment (fort dégradé) en 2008.
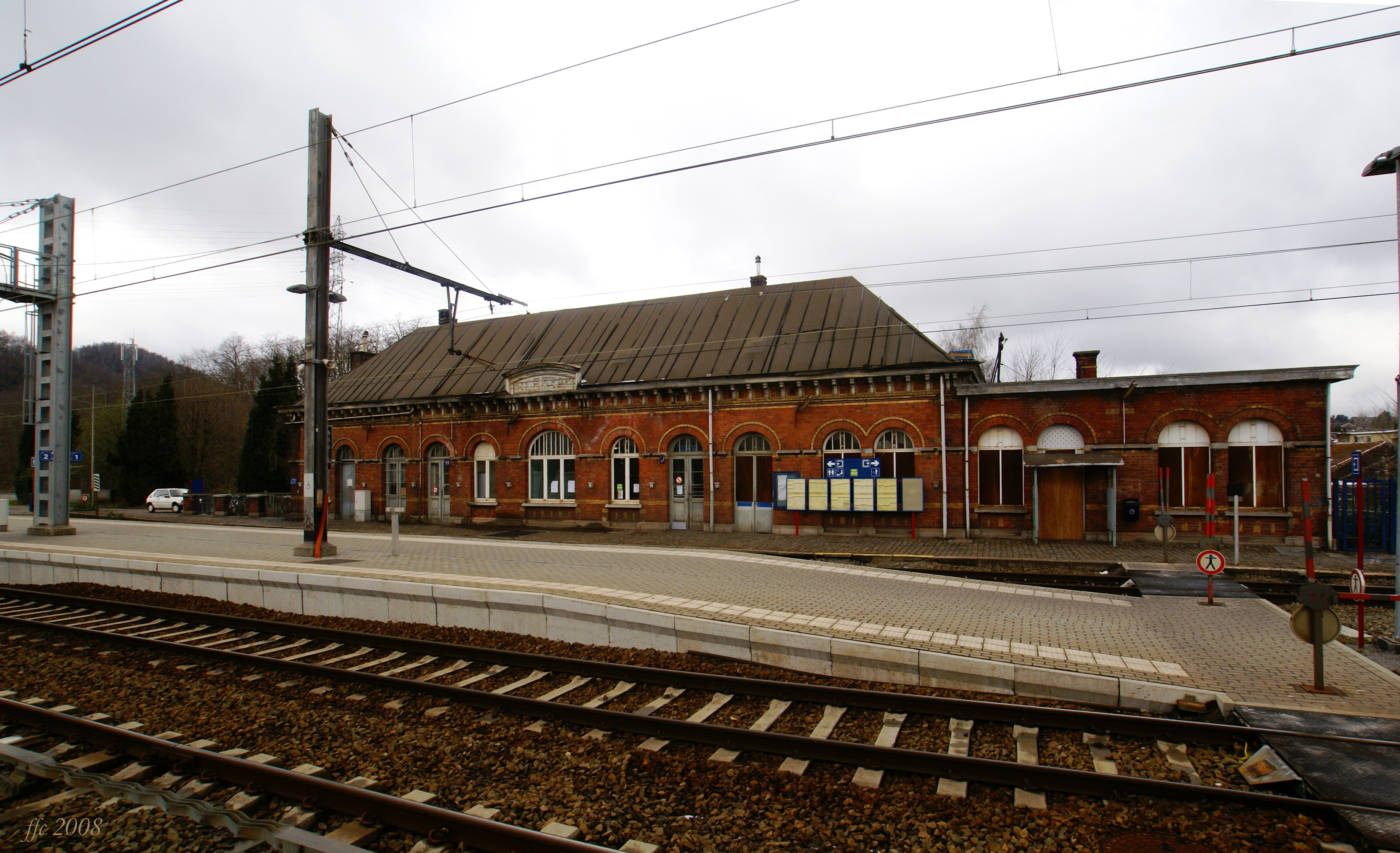
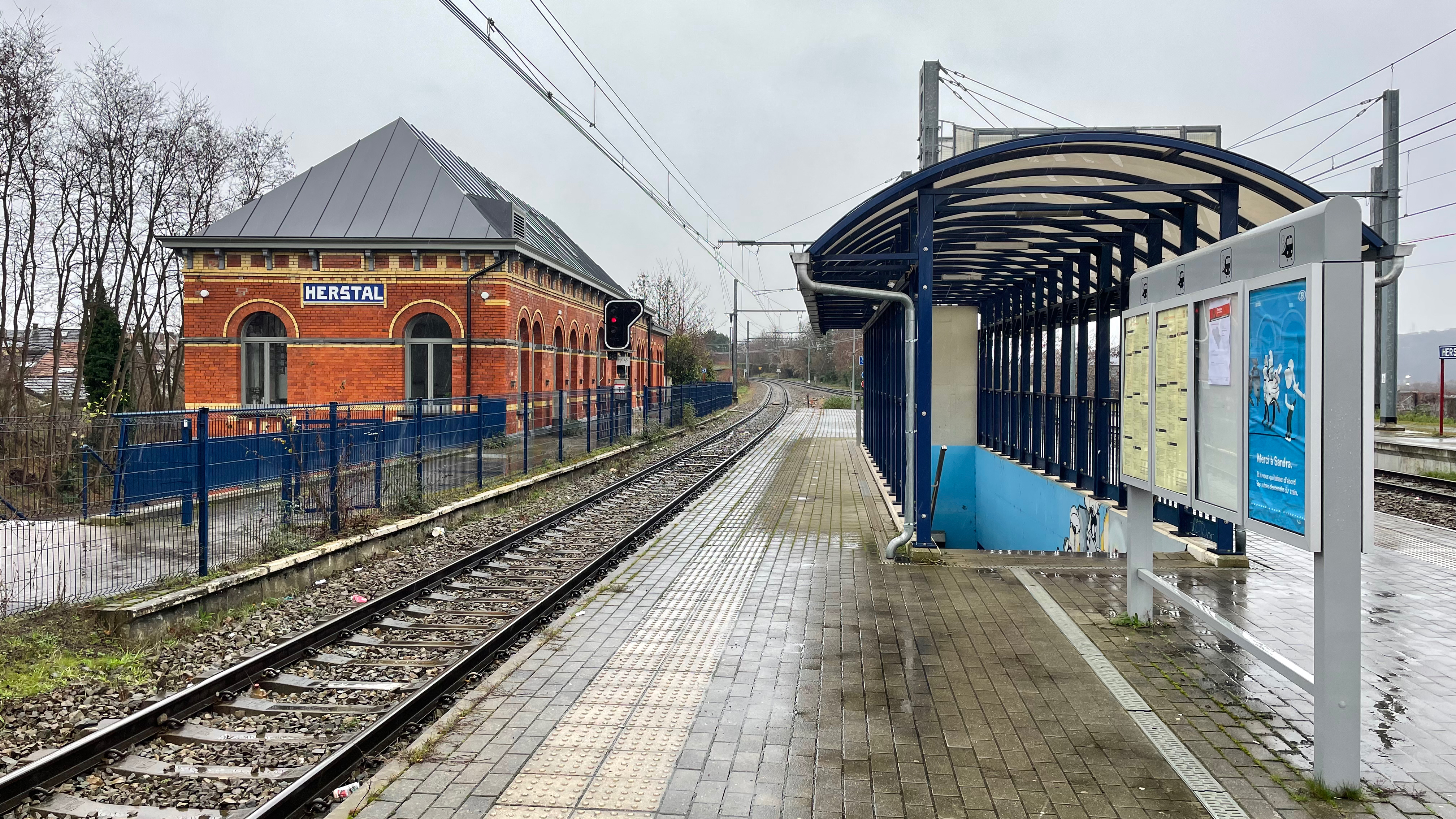
La gare en 2022.
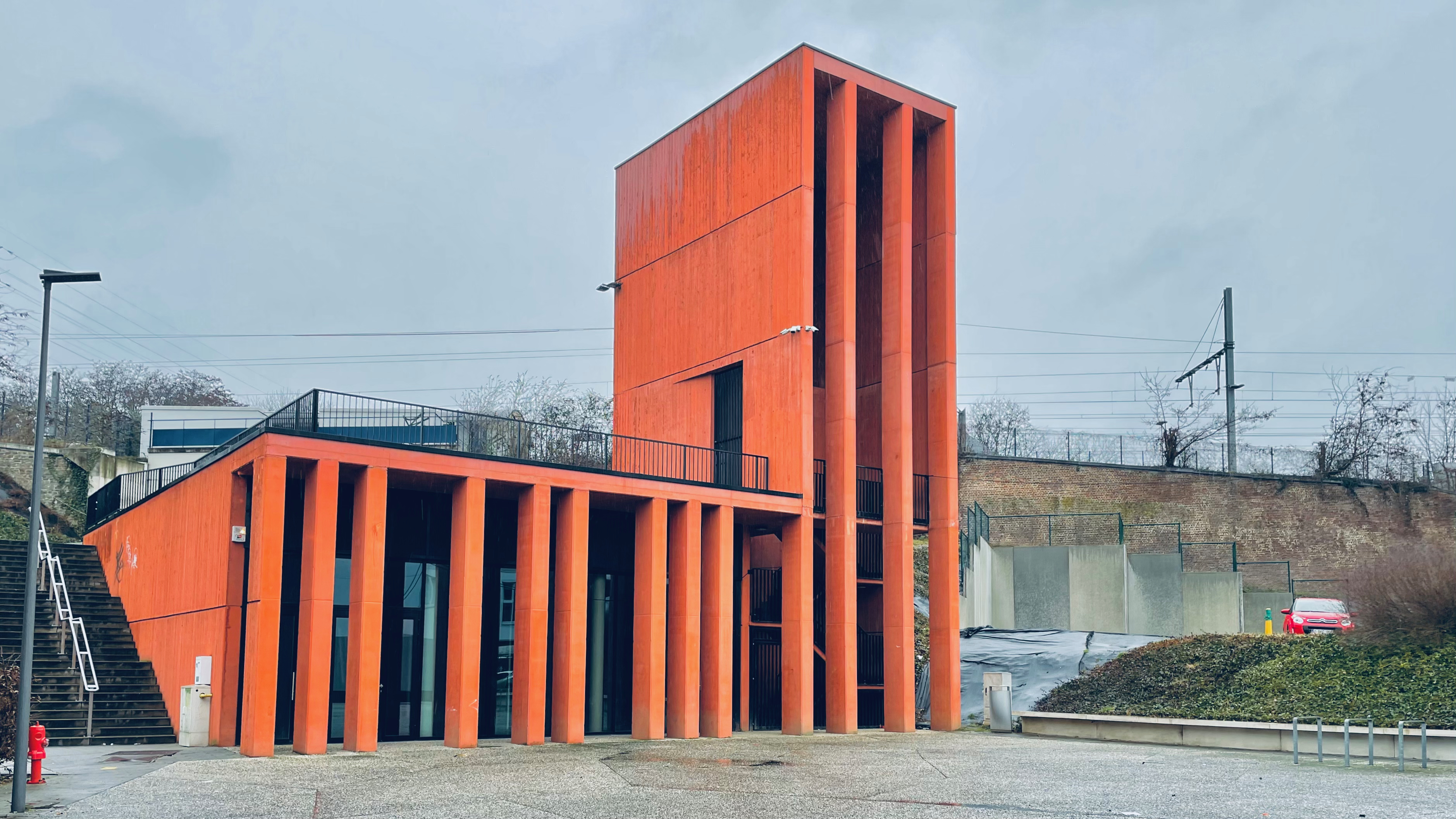
Nouvel escalier d'accès.

## Patrimoine ferroviaire
Le bâtiment des voyageurs est classé comme monument au patrimoine wallon. Remplaçant celui d'origine en 1913, il a été construit adossé au remblai du chemin de fer, l'étage supérieur côté rue donnant sur les quais. De style éclectique, il arbore une façade en briques rouges ornée d'éléments en pierre de taille et de bandeaux et de frises en briques jaunes.
Inutilisé depuis plusieurs années, il fait l'objet d'une restauration à la fin des années 2010 et accueille un tiers-lieu des associations ainsi que le planning familial.
Le bâtiment d'origine était similaire à celui de la gare de Glons, modifié depuis, qui existe toujours en 2024.